# Казаков, Николай Павлович
Никола́й Па́влович Казако́в — советский хоккеист, российский хоккейный тренер. Заслуженный тренер России.

## Биография
Высшее образование: в 1976 году закончил Государственный Центральный Ордена Ленина Институт физической культуры.
Жена, отец дочери Ольги и сына Евгения.

## Карьера игрока
Играл на позиции нападающего за юношескую и молодёжную команды «Крылья Советов». Карьеру завершил в 1986 году.

## Тренерская карьера

### Клубная карьера
- 1992—1993 главный тренер «Амбри Пиотта» (Швейцария);
- 1993—1994 старший тренер «Динамо» (Москва),
  - Серебряные медали МХЛ,
  - Серебряные медали Кубка Европы;
- 1995—1996 главный тренер «Брунек» (Италия);
- 1996—1998 старший тренер «Торпедо» (Ярославль),
  - Чемпион России (1997),
  - бронзовый призёр чемпионата России (1998);
- 1999—2000 главный тренер «Ленцерхайде» (Швейцария);
- 2000—2001 старший тренер «Локомотив» (Ярославль);
- 2001—2002 старший тренер «Лада» (Тольятти);
- 2002—2003 старший тренер «Мечел» (Челябинск);
- 2004—2005 главный тренер «ХК Дмитров» — вывел команду в высшую лигу;
- 2005—2006 главный тренер «ХК Витебск» (Беларусь).
- 2006—2007 старший тренер «Лада» (Тольятти);
- 2007—2008 главный тренер команды «Лада». (за исключением четырёх стартовых матчей чемпионата).
- 2010 главный тренер команды «Лада».

### Карьера в сборной
В 1979 по 1992 года являлся тренером, старшим тренером, главным тренером юниорской и молодёжных сборных СССР.
- Двукратный чемпион Европы (1984,1989),
- бронзовый призёр чемпионата Европы (1987)